# Єнькова Рудня
Єнькова Ру́дня, рання назва Руденька — село в Україні, у Сновській міській громаді Корюківського району Чернігівської області. Населення становить 173 осіб. До 2016 орган місцевого самоврядування — Сновська сільська рада.

## Історія
Село було осаджене після того, як були знайдені поклади залізної руди, відповідно була рудня на річці Бреч.
За спогадами старожилів селом колись володів поміщик Єнько, що дало назву поселенню 
За описом Чернігівської губернії 1859 року у селі проживало 184 селян (85 осіб чоловічої та 99 жіночої статі) у 27 дворах.  Церкви не було: православні жителі ходили до сусідньої Носівки - зараз це частина Сновська.
12 червня 2020 року, відповідно до розпорядження Кабінету Міністрів України № 730-р «Про визначення адміністративних центрів та затвердження територій територіальних громад Чернігівської області», увійшло до складу Сновської міської громади.
19 липня 2020 року, в результаті адміністративно-територіальної реформи та ліквідації Сновського району, село увійшло до складу Корюківського району.

## Населення

### Мова
Розподіл населення за рідною мовою за даними перепису 2001 року:
| Мова       | Кількість | Відсоток |
| ---------- | --------- | -------- |
| українська | 170       | 98.27%   |
| російська  | 3         | 1.73%    |
| Усього     | 173       | 100%     |